# Eleutherodactylus diadematus
Eleutherodactylus diadematus là một loài ếch trong họ Leptodactylidae.
Nó được tìm thấy ở Brasil, Ecuador, Peru, và có thể cả Colombia.
Môi trường sống tự nhiên của nó là các khu rừng đất thấp ẩm nhiệt đới và cận nhiệt đới.